# Herpyza grandiflora
Herpyza grandiflora är en ärtväxtart som först beskrevs av August Heinrich Rudolf Grisebach, och fick sitt nu gällande namn av Charles Wright. Herpyza grandiflora ingår i släktet Herpyza och familjen ärtväxter. Inga underarter finns listade i Catalogue of Life.